# 草芒果蛛
草芒果蛛（学名：Mangora herbeoides）为园蛛科芒果蛛属的动物。分布于日本以及中国大陆的湖南、广西等地。该物种的模式产地在日本。